# رینه (اسرائیل)
رینه (به لاتین: Reineh) یک منطقهٔ مسکونی در اسرائیل است که در شمال واقع شده‌است.